# Threadgoldite
La threadgoldite (simbolo IMA: Tdg) è un minerale appartenente alla famiglia dei fosfati, arseniati e vanadati con formula chimica Al(UO2)2(PO4)2(OH)·8(H2O).

## Etimologia e storia
La threadgoldite è stata nominata in onore del mineralogista dell'Università di Sydney (Australia) Ian Malcolm Threadgold (1929-1990) che descrisse un minerale molto simile nel 1960.
Il suo campione tipo è conservato presso il "Royal Museum of Central Africa" a Tervuren (Belgio) col numero di catalogo RMG5951 e presso il National Museum of Natural History a Washington (Stati Uniti) con il numero di catalogo 145687.

## Classificazione
Nella nona edizione della sistematica di Strunz la threadgoldite è elencata nella classe "8. Fosfati, arseniati, vanadati" e da lì nella sottoclasse "8.E Fosfati e arseniati di uranile"; questa è ulteriormente suddivisa in base al rapporto di quantità tra il complesso uranile (UO2) e il complesso fosfato, arseniato o vanadato (RO4), in modo che il minerale possa essere trovato nella sezione "8.EB UO2:RO4 = 1:1" dove forma il sistema nº 8.EB.20 insieme a chistyakovaite.
Tale classificazione resta invariata anche nell'edizione successiva, proseguita dal database "mindat.org" e chiamata Classificazione Strunz-mindat.
Nella Sistematica dei lapis (Lapis-Systematik) di Stefan Weiß la threadgoldite è elencata nella sezione "fosfati, arseniati e vanadati" e da lì nella sottosezione "fosfati/arseniati di uranile e vanadati di uranile con [UO2]2+ - [PO4]/[AsO4]3- e [UO2]2+-[V2O8]6-, nonché isotipi vanadati (serie della sincosite)", dove forma il sistema nº VII/E.05.
Anche nella sistematica dei minerali secondo Dana, usata prevalentemente nel mondo anglosassone, elenca la threadgoldite nella classe dei "fosfati idrati, ecc., contenenti idrossile o alogeno" e da lì nella sottoclasse dei "fosfati idrati, ecc., contenenti idrossile o alogeno con (AB)4(XO4)3Zq • x(H2O)", dove forma il "gruppo della vanuralite" col sistema nº 42.11.13.03.

## Abito cristallino
La threadgoldite cristallizza nel sistema monoclino nel gruppo spaziale C2/c (gruppo nº 15) o Cc (gruppo nº 9) con i parametri reticolari a = 20,168(8) Å, b = 9,847(2) Å c = 19,719(4) Å e β = 110,71(2)°, con 8 unità di formula per cella unitaria.

## Proprietà
A causa del suo contenuto di uranio fino al 51,85%, la threadgoldite è radioattiva con un'attività specifica di 92,815 kBq/g (per confronto, il potassio naturale ha un'attività specifica pari a 0,0312 kBq/g).
La sua durezza Mohs si colloca tra i valori 2 (minerale di riferimento gesso) e 3 (durezza della calcite), ed è solubile nell'acido.

## Origine e giacitura
La threadgoldite si forma come minerale secondario nella zona uranifera dei graniti e pegmatiti. La paragenesi si ha con meta-autunite, fosfuranilite, phuralumite, bolivarite, upalite, eylettersite e mundite.
Essendo una forma minerale rara, la threadgoldite è stata rinvenuta in pochi siti sparsi per il mondo.
In Italia è stata trovata a Capoterra, in provincia di Cagliari (Sardegna).
In Australia nella regioni di Roper Gulf e West Arnhem (nel Territorio del Nord) e nella municipalità di Northern Midlands (in Tasmania); nella provincia del Kivu Sud (in Repubblica Democratica del Congo); nella contea di Grand (nello Utah, Stati Uniti); infine nella regione di Košice nel distretto di Gelnica (in Slovacchia).